# Ayacucho (departement)
Ayacucho is een departement in de Argentijnse provincie San Luis. Het departement (Spaans:  departamento) heeft een oppervlakte van 9.681 km² en telt 16.906 inwoners.

## Plaatsen in departement Ayacucho
- Candelaria
- Leandro N. Alem
- Luján
- Quines
- San Francisco del Monte de Oro